# La caza: nada es lo que parece
La Caza: nada es lo que parece es un programa de televisión emitido por la cadena ETB2 de Euskal Telebista. Producido por las productoras Secuoya Studios y Grupo Proyección, se trata de un reality de aventura, estrenado el 27 de septiembre en el prime time de ETB2. El programa fue presentado por Juanma López Iturriaga, contó con un casting de 24 concursantes y se grabó en espectaculares localizaciones naturales de Euskal Herria. 
En mayo de 2024 se anunció el casting para la segunda temporada, y en septiembre se anunció la fecha de estreno: el 25 de septiembre de 2024.

## Características del programa
Al clásico género de aventura, La Caza le suma un elemento novedoso: el juego de las identidades ocultas. Aunque, aparentemente, la competición comienza con dos equipos de 12 concursantes, Fieras y Salvajes, en realidad hay un tercer equipo escondido: los Lobos. Ocho lobas y lobos infiltrados en estos dos equipos. 
Durante el primer capítulo, Fieras y Salvajes descubren que hay lobos ocultos dentro de sus propios equipos; pasando del buen rollo y el compañerismo inicial, al recelo y la más absoluta desconfianza. El juego consiste en que Los lobos vayan cazando, uno a uno, al resto de los concursantes, si estos no consiguen expulsarlos antes.

## Reconocimiento
- En la feria internacional de televisión MIPCOM 2023, celebrado en Cannes (Francia), La Caza fue seleccionado entre los formatos más innovadores del momento en la ponencia Fresh TV. [4]
- Premio PRODU 2024 en la categoría Mejor Contenido de Realidad de Convivencia Original Iberoamericano. Ganador: La Caza: Nada es lo que parece. [5]
- Nominado en los premios Rose d'Or Latinos en la categoría de mejor Reality de competencia. (Próximamente 21 de enero de 2025). [6]

## Temporadas
| Temporada | Nº de programas | Participantes | Estreno                  | Final                   | Ganador/a    |
| --------- | --------------- | ------------- | ------------------------ | ----------------------- | ------------ |
| 1         | 12              | 24            | 27 de septiembre de 2023 | 13 de diciembre de 2023 | Juan Goyache |
| 2         | 12              | 20            | 25 de septiembre de 2024 | 11 de diciembre de 2024 | Salma Zakkan |

## Temporada 1
- 27 de septiembre de 2023 - 13 de diciembre de 2023

### Casting
El programa contó con un variado casting de concursantes. 24 aventureros y aventureras con perfiles tan distintos como una refugiada ucraniana residente en Bilbao, un forestal de 52 años de Berriozar, una oriotarra azafata de vuelo y Miss Gipuzkoa 2022; un fotógrafo de deportes extremos de Pamplona, una abogada y opositora a la carrera judicial; una baracaldesa empresaria de viajes exóticos, o una médico de cabecera de 48 años adicta a la aventura. Perfiles con diversidad de género, edad y representación de distintos puntos de Euskal Herria.
| Nº | EQUIPO | EQUIPO | NOMBRE                     | EDAD | PROFESIÓN                             | ORIGEN      | POSICIÓN EN EL CONCURSO | POSICIÓN EN EL CONCURSO |
| -- | ------ | ------ | -------------------------- | ---- | ------------------------------------- | ----------- | ----------------------- | ----------------------- |
| 1  |        |        | Ainhoa Loidi               | 19   | Dependienta                           | Zizur Mayor | 23º                     | CAZADA                  |
| 2  |        |        | Amaia Mutilva              | 33   | Influencer de deporte                 | Obanos      | 18º                     | DUELO                   |
| 3  |        |        | Ariana Alberdi (Ari)       | 22   | Azafata de vuelo, modelo e Influencer | Orio        | 5º                      | DUELO                   |
| 4  |        |        | Asier Minteguia (Dinamita) | 40   | Electricista                          | Busturia    | 3º                      | 2ª PRUEBA FINAL         |
| 5  |        |        | Germán Puyal               | 41   | Ingeniero industrial                  | Pamplona    | 17º                     | CAZADO                  |
| 6  |        |        | Izkander Barrenetxea       | 47   | Técnico industrial                    | Leioa       | 14º                     | DUELO                   |
| 7  |        |        | Miren Goikoetxea           | 27   | Profesora de educación física         | Urnieta     | 10º                     | DUELO                   |
| 8  |        |        | Luisa García               | 27   | Comercial de hostelería               | Pamplona    | 16º                     | DUELO                   |

| Nº | EQUIPO | EQUIPO | NOMBRE                      | EDAD | PROFESIÓN                          | ORIGEN    | POSICIÓN EN EL CONCURSO | POSICIÓN EN EL CONCURSO |
| -- | ------ | ------ | --------------------------- | ---- | ---------------------------------- | --------- | ----------------------- | ----------------------- |
| 1  |        |        | Asier Osma                  | 29   | Entrenador de parkour              | Bilbao    | 19º                     | CAZADO                  |
| 2  |        |        | Carlos Santa María (Pitiki) | 52   | Forestal                           | Berriozar | 22º                     | DUELO                   |
| 3  |        |        | Estibaliz Mota (Esti)       | 23   | Abogada                            | Vitoria   | 24º                     | DUELO                   |
| 4  |        |        | Iñaki Garralda              | 36   | Auxiliar de enfermería             | Cirauqui  | 8º                      | DUELO                   |
| 5  |        |        | Juan Goyache                | 22   | Fotógrafo de deportes extremos     | Pamplona  | 1º                      | ÚLTIMO DUELO            |
| 6  |        |        | María Valencia              | 48   | Médica                             | Vitoria   | 20º                     | DUELO                   |
| 7  |        |        | Yasmarlin Baez (Yas)        | 26   | Monitora de actividades deportivas | Pamplona  | 9º                      | DUELO                   |
| 8  |        |        | Yeray Fontaneda             | 25   | Árbitro de fútbol                  | Vitoria   | 21º                     | CAZADO                  |

| Nº | EQUIPO | EQUIPO | NOMBRE                  | EDAD | PROFESIÓN                         | ORIGEN           | POSICIÓN EN EL CONCURSO | POSICIÓN EN EL CONCURSO |
| -- | ------ | ------ | ----------------------- | ---- | --------------------------------- | ---------------- | ----------------------- | ----------------------- |
| 1  |        |        | Aizpea Arroyo           | 27   | Monitora deportiva y socorrista   | Lasarte          | 6º                      | DUELO                   |
| 2  |        |        | Hanna Maksymiv          | 30   | Actriz                            | Ucrania / Bilbao | 7º                      | DUELO                   |
| 3  |        |        | María Cantero           | 24   | Psicóloga infantil                | Basauri          | 11º                     | DUELO                   |
| 4  |        |        | Eder Atutxa             | 25   | Portero de discoteca y socorrista | Iurreta          | 12º                     | DUELO                   |
| 5  |        |        | Nashai Del Viso         | 35   | Empresario de la automoción       | Arrigorriaga     | 13º                     | ABATIDO                 |
| 6  |        |        | Simón Mendizabal        | 34   | Guía de expediciones              | Donostia         | 15º                     | ABATIDO                 |
| 7  |        |        | Irati Suarez (Sua)      | 28   | Empresaria de viajes exóticos     | Barakaldo        | 4º                      | 1ª PRUEBA FINAL         |
| 8  |        |        | Unai Goikoetxea (Goiko) | 22   | Arrantzale                        | Fuenterrabía     | 2º                      | ÚLTIMO DUELO            |

## Temporada 2
25 de septiembre de 2024 - 11 de diciembre de 2024 

### Casting
El 13 de septiembre la cadena EITB publicó los nombres y las fichas con información sobre los 20 concursantes de la segunda edición, cuatro menos que en la primera temporada. 
| Nº | EQUIPO | EQUIPO | NOMBRE                | EDAD | PROFESIÓN                                    | ORIGEN            | CAZADO/A POR...                             | DUELO CONTRA                   | POSICIÓN EN EL CONCURSO |
| -- | ------ | ------ | --------------------- | ---- | -------------------------------------------- | ----------------- | ------------------------------------------- | ------------------------------ | ----------------------- |
| 1  |        |        | Bei Rong              | 28   | ADE, en año sabático                         | Pamplona          | ELIMINADA EN 2ª PRUEBA DE LA FINAL          | ENEKO Y SALMA                  | 3ª (PGM12)              |
| 2  |        |        | Blanca Oyanguren      | 46   | Economista                                   | Vitoria-Gasteiz   | NOMINADA POR INOCENTES                      | BEI (CAZADA POR LOBOS)         | 11ª (PGM10)             |
| 3  |        |        | Lorea Fariñas         | 23   | Comercial y Miss                             | Pamplona          | CAZADA POR LOBOS                            | IVÁN (CAZADO POR INOCENTES)    | 15ª (PGM7)              |
| 4  |        |        | Karina Fuertes        | 32   | Auxiliar de enfermería                       | Ecuador/Donostia  | ELIMINADA EN 1ª PRUEBA DE LA FINAL          | ENEKO, SALMA, BEI Y ÁNGEL      | 4ª (PGM12)              |
| 5  |        |        | Iñaki Arrieta "Arri"  | 44   | Carpintero metálico                          | Astigarraga       | CAZADO POR LOBOS                            | QUINO (NOMINADO POR INOCENTES) | 17º (PGM5)              |
| 6  |        |        | Sendoa Almeida        | 39   | Animador sociocultural                       | Santurtzi         | ELIMINACIÓN EQUIPO LOBO EN LA BATALLA FINAL | EQUIPO INOCENTES               | 10º-6º (PGM12)          |
| 7  |        |        | Iván Zapata           | 34   | Viticultor y bodeguero                       | Colombia/Lanciego | ELIMINACIÓN EQUIPO LOBO EN LA BATALLA FINAL | EQUIPO INOCENTES               | 10º-6º (PGM12)          |
| 8  |        |        | Jakes Zubillaga       | 32   | Guarda forestal y socorrista de alta montaña | Azkoitia          | NOMINADO POR INOCENTES                      | ARRI (CAZADO POR LOBOS)        | 18º (PGM4)              |
| 9  |        |        | Pablo Quinoya "Quino" | 41   | Conductor de ambulancias                     | Sondika           | ELIMINACIÓN EQUIPO LOBO EN LA BATALLA FINAL | EQUIPO INOCENTES               | 10º-6º (PGM12)          |
| 10 |        |        | Maitane Arteta        | 46   | Enfermera de cuidados paliativos             | Amurrio           | CAZADA POR LOBOS                            | ARRI (NOMINADO POR INOCENTES)  | 19º (PGM3)              |

| Nº | EQUIPO | EQUIPO | NOMBRE          | EDAD | PROFESIÓN                        | ORIGEN         | CAZADO/A POR...                             | DUELO/PRUEBA CONTRA             | POSICIÓN EN EL CONCURSO |
| -- | ------ | ------ | --------------- | ---- | -------------------------------- | -------------- | ------------------------------------------- | ------------------------------- | ----------------------- |
| 1  |        |        | Leire Fernández | 29   | Entrenadora físico deportiva     | Barañáin       | ELIMINACIÓN EQUIPO LOBO EN LA BATALLA FINAL | EQUIPO INOCENTES                | 10º-6º (PGM12)          |
| 2  |        |        | Guada Cáceres   | 20   | Futbolista y entrenadora         | Paraguay/Eibar | CAZADA POR LOBOS                            | FABIÁN (NOMINADO POR INOCENTES) | 20º (PGM2)              |
| 3  |        |        | Tamara Correa   | 27   | Tanatopractora                   | Zizur Mayor    | CAZADA POR LOBOS                            | BLANCA (NOMINADA POR INOCENTES) | 12ª (PGM9)              |
| 4  |        |        | Haizea Pardo    | 38   | Monitora de gimnasio             | Ortuella       | NOMINACIÓN A LA CARA                        | IVÁN (NOMINACIÓN A LA CARA)     | 13ª (PGM8)              |
| 5  |        |        | Fabián Carazo   | 30   | Psicólogo e ingeniero mecánico   | Pamplona       | ELIMINACIÓN EQUIPO LOBO EN LA BATALLA FINAL | EQUIPO INOCENTES                | 10º-6º (PGM12)          |
| 6  |        |        | Eder López      | 35   | Policía local / inversor         | Santurtzi      | NOMINADO POR INOCENTES                      | ÁNGEL (CAZADO POR LOBOS)        | 14º (PGM7)              |
| 7  |        |        | Eneko Cajigas   | 27   | Enfermero                        | Bilbao         | ELIMINADO EN 3ª PRUEBA DE LA FINAL          | SALMA                           | 2º (PGM12)              |
| 8  |        |        | Gorka Molinero  | 21   | Técnico de montaje de hinchables | Berriozar      | CAZADO POR LOBOS                            | IVÁN (NOMINADO POR INOCENTES)   | 16º (PGM 6)             |
| 9  |        |        | Salma Zakkan    | 22   | Camarera                         | Bilbao         | GANADORA                                    | ENEKO                           | 1ª (PGM12)              |
| 10 |        |        | Ángel Cuñado    | 62   | Doctor en Psicología             | Barakaldo      | ELIMINADO EN 1ª PRUEBA DE LA FINAL          | ENEKO, SALMA, BEI Y KARINA      | 5º (PGM12)              |

| Nº | EQUIPO | EQUIPO | NOMBRE                | EDAD | PROFESIÓN                      | ORIGEN            | IDENTIDAD DESCUBIERTA | CAZADO/A POR...                             | DUELO CONTRA                | POSICIÓN EN EL CONCURSO |
| -- | ------ | ------ | --------------------- | ---- | ------------------------------ | ----------------- | --------------------- | ------------------------------------------- | --------------------------- | ----------------------- |
| 1  |        |        | Leire Fernández       | 29   | Entrenadora físico deportiva   | Barañáin          | DESDE EL PRINCIPIO    | ELIMINACIÓN EQUIPO LOBO EN LA BATALLA FINAL | EQUIPO INOCENTES            | 10ª-6ª (PGM12)          |
| 2  |        |        | Eder López            | 35   | Policía local / inversor       | Santurtzi         | DESDE EL PRINCIPIO    | NOMINADO POR INOCENTES                      | ÁNGEL (CAZADO POR LOBOS)    | 14º (PGM7)              |
| 3  |        |        | Blanca Oyanguren      | 46   | Economista                     | Vitoria-Gasteiz   | DESDE EL PRINCIPIO    | NOMINADA POR INOCENTES                      | BEI (CAZADA POR LOBOS)      | 11ª (PGM10)             |
| 4  |        |        | Sendoa Almeida        | 39   | Animador sociocultural         | Santurtzi         | DESDE EL PRINCIPIO    | ELIMINACIÓN EQUIPO LOBO EN LA BATALLA FINAL | EQUIPO INOCENTES            | 10º-6º (PGM12)          |
| 5  |        |        | Fabián Carazo         | 30   | Psicólogo e ingeniero mecánico | Pamplona          | CAP. 2                | ELIMINACIÓN EQUIPO LOBO EN LA BATALLA FINAL | EQUIPO INOCENTES            | 10º-6º (PGM12)          |
| 6  |        |        | Iván Zapata           | 34   | Viticultor y bodeguero         | Colombia/Lanciego | CAP.3                 | ELIMINACIÓN EQUIPO LOBO EN LA BATALLA FINAL | EQUIPO INOCENTES            | 10º-6º (PGM12)          |
| 7  |        |        | Pablo Quinoya "Quino" | 41   | Conductor de ambulancias       | Sondika           | CAP.4                 | ELIMINACIÓN EQUIPO LOBO EN LA BATALLA FINAL | EQUIPO INOCENTES            | 10º-6º (PGM12)          |
| 8  |        |        | Haizea Pardo          | 38   | Monitora de gimnasio           | Ortuella          | CAP.6                 | NOMINACIÓN A LA CARA                        | IVÁN (NOMINACIÓN A LA CARA) | 13ª (PGM8)              |

### Desarrollo de temporada
|         | CAP.1 | CAP.1              | CAP.2              | CAP.3     | CAP.4              | CAP.5              | CAP.6              | CAP.7              | CAP.8          | CAP.9          | CAP.10    | CAP.11              | CAP.12       |
| ------- | ----- | ------------------ | ------------------ | --------- | ------------------ | ------------------ | ------------------ | ------------------ | -------------- | -------------- | --------- | ------------------- | ------------ |
| SALMA   | ENTRA | SALVADA            | SALVADA            | SALVADA   | SALVADA            | SALVADA            | SALVADA            | SALVADA            | SALVADA        | SALVADA        | SALVADA   | LOBOS Vs. INOCENTES | GANADORA     |
| ENEKO   | ENTRA | SALVADO            | SALVADO            | SALVADO   | SALVADO            | SALVADO            | SALVADO            | SALVADO            | SALVADO        | SALVADO        | SALVADO   | LOBOS Vs. INOCENTES | 2º FINALISTA |
| BEI     | ENTRA | EXPULSIÓN INICIAL  |                    |           | VUELVE             | SALVADA            | SALVADA            | SALVADA            | SALVADA        | SALVADA        | NOMINADA  | LOBOS Vs. INOCENTES | 3º FINALISTA |
| KARINA  | ENTRA | SALVADA            | SALVADA            | SALVADA   | SALVADA            | SALVADA            | SALVADA            | SALVADA            | SALVADA        | SALVADA        | SALVADA   | LOBOS Vs. INOCENTES | 4º FINALISTA |
| ÁNGEL   | ENTRA | EXPULSIÓN INICIAL  |                    |           | VUELVE             | SALVADO            | SALVADO            | NOM. POR LOBOS     | SALVADO        | SALVADO        | SALVADO   | LOBOS Vs. INOCENTES | 5º FINALISTA |
| LEIRE   | ENTRA | SALVADA            | SALVADA            | SALVADA   | SALVADA            | SALVADA            | SALVADA            | SALVADA            | SALVADA        | SALVADA        | SALVADA   | LOBOS Vs. INOCENTES | EXPULSADA    |
| FABIÁN  | ENTRA | NOM. POR INOCENTES | SALVADO            | SALVADO   | SALVADO            | SALVADO            | SALVADO            | SALVADO            | SALVADO        | SALVADO        | SALVADO   | LOBOS Vs. INOCENTES | EXPULSADO    |
| IVÁN    | ENTRA | SALVADO            | SALVADO            | SALVADO   | SALVADO            | NOM. POR INOCENTES | NOM. POR INOCENTES | SALVADO            | NOM. A LA CARA | SALVADO        | SALVADO   | LOBOS Vs. INOCENTES | EXPULSADO    |
| QUINO   | ENTRA | SALVADO            | SALVADO            | SALVADO   | NOM. POR INOCENTES | SALVADO            | SALVADO            | SALVADO            | SALVADO        | SALVADO        | SALVADO   | LOBOS Vs. INOCENTES | EXPULSADO    |
| SENDOA  | ENTRA | SALVADO            | SALVADO            | SALVADO   | SALVADO            | SALVADO            | SALVADO            | SALVADO            | SALVADO        | SALVADO        | SALVADO   | LOBOS Vs. INOCENTES | EXPULSADA    |
| BLANCA  | ENTRA | SALVADA            | SALVADA            | SALVADA   | SALVADA            | SALVADA            | SALVADA            | SALVADA            | SALVADA        | NOM. A LA CARA | NOMINADA  | EXPULSADA           |              |
| TAMARA  | ENTRA | SALVADA            | SALVADA            | SALVADA   | SALVADA            | SALVADA            | SALVADA            | SALVADA            | SALVADA        | NOM. A LA CARA | EXPULSADA |                     |              |
| HAIZEA  | ENTRA | SALVADA            | SALVADA            | SALVADA   | SALVADA            | SALVADA            | SALVADA            | SALVADA            | NOM. A LA CARA | EXPULSADA      |           |                     |              |
| EDER    | ENTRA | SALVADO            | SALVADO            | SALVADO   | SALVADO            | SALVADO            | SALVADO            | NOM. POR INOCENTES | EXPULSADO      |                |           |                     |              |
| LOREA   | ENTRA | EXPULSIÓN INICIAL  |                    |           | VUELVE             | SALVADA            | NOM. POR LOBOS     | EXPULSADA          |                |                |           |                     |              |
| GORKA   | ENTRA | EXPULSIÓN INICIAL  |                    |           | VUELVE             | NOM. POR LOBOS     | EXPULSADO          |                    |                |                |           |                     |              |
| ARRI    | ENTRA | SALVADO            | NOM. POR INOCENTES | NOMINADO  | NOM. POR LOBOS     | EXPULSADO          |                    |                    |                |                |           |                     |              |
| JAKES   | ENTRA | SALVADO            | SALVADO            | NOMINADO  | EXPULSADO          |                    |                    |                    |                |                |           |                     |              |
| MAITANE | ENTRA | SALVADA            | NOM. POR LOBOS     | EXPULSADA |                    |                    |                    |                    |                |                |           |                     |              |
| GUADA   | ENTRA | NOM. POR LOBOS     | EXPULSADA          |           |                    |                    |                    |                    |                |                |           |                     |              |
|         |       |                    |                    |           |                    |                    |                    |                    |                |                |           |                     |              |